# الدردارة (اليعربية)
الدردارة قرية سورية تتبع ناحية اليعربية في منطقة المالكية التابعة لمحافظة الحسكة. بلغ عدد سكانها 705 نسمة عام 2004. سكانها من قبيلة شمر[ ؟ ].تقع على بعد 20 كم تقريبا إلى الغرب من مدينة اليعربية و11 كم إلى الشمال من الحدود مع العراق.